# Insula misterioasă (film din 2005)
Insula misterioasă (în engleză Mysterious Island sau Jules Verne's Mysterious Island) este un film de televiziune din 2005, produs de Hallmark Channel și inspirat din romanul omonim (L'Île mystérieuse) al lui Jules Verne. El a fost filmat în Thailanda și regizat de Russell Mulcahy.

## Rezumat
În timpul Războiului Civil American șase prizonieri au evadat dintr-un lagăr de prizonieri din Richmond, Virginia cu un balon cu aer cald și au eșuat pe o insulă necunoscută din Pacific. Departe de orice fel de civilizație cunoscută, insula este locuită de monștri carnivori, pirați însetați de sânge și de geniul nebun căpitanul Nemo (Patrick Stewart), care trăiește pe insulă pentru propriile sale scopuri ascunse.

## Distribuție
- Kyle MacLachlan - Cyrus Smith
- Danielle Calvert - Helen
- Gabrielle Anwar - Jane
- Patrick Stewart - căpitanul Nemo
- Roy Marsden - Joseph
- Jason Durr - Pencroff
- Omar Gooding - Neb
- Vinnie Jones - Bob
- Tom Mison - Blake
- Chris Larkin - Atherton (trecut pe generic ca Christopher Stephens)
- Dom Hetrakul - Sun (trecut pe generic ca Dom Hatrakul)
- Nate Harrison - Lemay
- Geoffrey Giuliano - Li

## Premii
Filmul a fost nominalizat pentru Premiul Saturn pentru cel mai bun film de televiziune în 2006.